# 孙菲繁
孙菲繁（1992年—），中國演員、歌手。毕业于中央戏剧学院表演系。
　　

## 音乐作品
- 《痛到不会哭》[2]
- 《无可救药的思念》
- 《请允许我偶尔地发发疯》
- 《月光》

## 影视作品
- 短片《没有脚的蝴蝶》饰女主角安生
- 短片《巧克力》中饰演女主角素芬
- 主演严肃喜剧《一仆二主的“伪”大生活》饰艾艾
- 主演话剧《母乳喂养好》中饰演女明星
- 2011全国戏剧文化奖小剧场话剧展演剧目《爱情不打包》中饰演女主角慧慧
- 王翀导演伍迪艾伦经典话剧《中央公园西路》中饰演女主角小米
- 电影《向阳花》中饰演女二亮亮妈妈

## 参演剧目
- 《安娜·克里斯蒂》饰安娜
- 《伊库斯》饰基尔
- 《哈姆雷特》饰奥菲利亚
- 《雷雨》饰繁漪
- 《德龄与慈禧》饰渤蓝康
- 《八面千娇》饰外婆
- 《群猴》饰冯霞造